# Complejo Pedro Pompilio
El Complejo Pedro Pompilio o también conocido como Casa amarilla, es un conjunto de instalaciones deportivas propiedad del Club Atlético Boca Juniors que se encuentra en el Barrio de La Boca, Ciudad Autonoma de Buenos Aires.

## Historia
En 1993, bajo la presidencia de Antonio Alegre comenzaron las obras para levantar un predio polideportivo necesario para las diferentes disciplinas deportivas del club. A mediados de 1995 se inaugura el «Complejo Polideportivo Casa Amarilla». 
El apodo «Casa Amarilla» provine de la Casa Amarilla de Guillermo Brown, que está ubicada al lado del predio.
En el año 2012, el entonces Presidente Daniel Angelici le puso oficialmente el nombre de «Complejo Pedro Pompilio» en honor al expresidente fallecido Pedro Pompilio mientras ejercía el cargo.
El 1 de abril de 2016 Boca compró 3,2 hectáreas a la Corporación Buenos Aires S.E. por un monto de $180 millones, estás tierras se encontraban pegadas al predio.En mayo del 2018 una jueza anuló la privatización de las tierras. Sin embargo, en febrero de 2019 la Cámara de Apelaciones desestimó el fallo, lo que le permitió a Boca comprar los terrenos para expandir el predio.

## Instalaciones

### Inauguración
Al momento de la inauguración en 1995 el polideportivo contaba con tres canchas profesionales de fútbol con vestuarios, y la principal con tribuna; un quincho cerrado con capacidad de 200 personas y remodelación de la pileta y parrillas.

### Estadio Luis Conde
El 28 de junio de 1996 se inaugura el Estadio Luis Conde bajo las órdenes directivas de Mauricio Macri, para que el equipo de básquet pueda disputar sus partidos de local por primera vez en la historia luego de deambular por diferentes estadios. También disputa sus partidos el equipo de voley femenino.

### Polideportivo Benito Quinquela Martín
Macri también inauguró el «Gimnasio Polideportivo Quinquela Martín» el 13 de abril de 1999, aquí disputa sus partidos de local el equipo de futsal masculino.

### Actualidad
El predio cuenta con 2 canchas profesionales, una de césped natural y la otra de sintético; vestuarios, departamento médico y utilería. Cuenta con una pensión «Complejo Habitacional Gustavo Eberto» donde aloja a los deportistas de las divisiones inferiores. Además cuenta con: un servicio de comidas diseñadas para deportistas por un equipo nutricionista; cocina y salón comedor; sala de estudios; sala de juegos y el estacionamiento.En el nuevo sector del predio cuenta con la sala de prensa;Casa del Socio;Parque Social y Deportivo Casa Amarilla; una cancha de hockey y una cancha de fútbol.